# Natür Therapy
Pour plus de détails, voir Fiche technique et Distribution.
Natür Therapy (en norvégien : Mot naturen, titre international anglais : Out of Nature) est un film de comédie dramatique norvégien écrit, réalisé et interprété par Ole Giæver et sorti en 2014.
Il a été projeté dans la section Contemporary World Cinema au Festival international du film de Toronto 2014 et dans la section Panorama du 65e Festival international du film de Berlin en février 2015.

## Fiche technique
- Titre : Natür Therapy
- Titre original : Mot Naturen
- Réalisation : Ole Giæver
- Scénario : Ole Giæver
- Photographie : Øystein Mamen
- Décors : Julie Lozach Asskildt
- Costumes : Julie Lozach Asskildt
- Son : Bent Erik Holm
- Montage : Ole Giæver, Frida Eggum Michaelsen
- Musique : Ola Fløttum
- Producteur : Maria Ekerhovd
- Pays de production :  Norvège
- Durée : 80 minutes
- Dates de sortie :
  -  Canada : 9 septembre 2014 (Festival international du film de Toronto )
  -  France : 9 septembre 2015
  -  Norvège : 19 septembre 2014

## Distribution
- Ole Giæver : Martin
- Rebekka Nystabakk : Helle
- Marte Magnusdotter Solem : Signe
- Sivert Giæver Solem : Karsten
- Trond Peter Stamsø Munch : Far